# Аванесян, Гукас Цатурович
Гукас Цатурович Аванеся́н (арм. Մադոյան Հովհաննիսյան, азерб. Qukas Saturoviç Avanesyan; 1887, Шушинский уезд — не ранее 1948) — советский азербайджанский зерновод, Герой Социалистического Труда (1948).

## Биография
Родился в 1887 году в селе Гюней-Калер Шушинского уезда Елизаветпольской губернии (ныне село Гюнейхырман Ходжавендского района Азербайджана/село Гюнейгалер Мартунинского района непризнанной НКР).
В 1930—1973 годах трудился в колхозе «Коммунизм» (бывший имени Тульских рабочих) Мартунинского района Нагорно-Карабахской автономной области Азербайджанской ССР. В 1947 году получил высокий урожай пшеницы — 39,1 центнеров с гектара на площади в 8,5 гектаров.
Указом Президиума Верховного Совета СССР от 10 марта 1948 года за получение в 1947 году высоких урожаев пшеницы Аванесяну Гукасу Цатуровичу присвоено звание Героя Социалистического Труда с вручением ордена Ленина и золотой медали «Серп и Молот».